# Комплекс Рајачких и Рогљевских пивница
Комплекс Рајачких и Рогљевских пивница је саграђен од 18. до 20. века. С обзиром да представља значајну историјску грађевину, проглашен је непокретним културним добром од изузетног значаја Републике Србије. Налази се у Неготину, под заштитом је Завода за заштиту споменика културе Ниш.

## Историја
Економија сеоског газдинства у прошлости заснована на планини и пољу, а потом и виногорју као надградњи производно егзистенцијалне основе је условила његову организацију као разуђену целину. Осим сталног станишта су подизана и насеља сезонског или привременог карактера на местима производње као што су сточарски станови, салаши и подруми груписани и као руралне целине. Виноградарска насеља у Неготинској Крајини и Александровачкој жупи, у првој под називом пивнице а у другој пољане, су по извесним изворима старијег порекла. Као разлог њиховог настанка се наводи да су куће биле скромније без довољног простора за складиштење вина, а потреба његовог чувања у удаљеним подрумима лакша уколико су они на окупу. Први поуздани помен неготинских пивница из половине прошлог века назива их селима без оџака означавајући тиме ненасељено станиште. У доба најинтензивније производње крајем 19. и до прве половине 20. века, за време бербе, су по извесним одликама добијале већи значај од села. Посебне се истичу Рајачке и Рогљевске пивнице грађене од камена јер су се разликовале од бондручне конструкције која је доминирала у том крају. У централни регистар је уписан 25. децембра 1986. под бројем ПКИЦ 14, а у регистар Завода за заштиту споменика културе Ниш истог дана под бројем ПКИЦ 5.